# Isaiah Hicks
Isaiah Hicks, né le 24 juillet 1994, à Oxford, en Caroline du Nord, est un joueur américain de basket-ball. Il évolue au poste d'ailier fort.

## Palmarès
- McDonald's All-American 2013
- Sixième homme de l'année de l'Atlantic Coast Conference 2016
- Champion NCAA 2017